# Постмодерна архитектура
Постмодерна архитектура је међународни стил са највише утицаја у архитектури, чији се први примери јављају 1950-их година 20. века. Утицај постмодерне архитектуре осећа се и дан-данас, иако се златним добом њеног развоја сматрају 1970-е и 80-е године.

## Историја и карактеристике
После Другог светског рата где су се у свету, а нарочито у САД градили велики административни објекти са униформисаним и застакљеним фасадама који су због своје једноставне монтаже добијали предност над осталим врстама градње сама естетика је отишла на страну и зграде су постајале униформисане, са одсуством личности и по целом свету су постајале сличне. Због тога је за ову архитектуру одређен и зауживан појам Филипа Џонсона „међународни стил“. Сасвим је природно да се против оваквог тренда покрећу супротне тенденције и парадоксално је да је против овога био сам Филип Џонсон који је заслужан за модерну архитектуру у Северној Америци.
Још више се од класичне модерне архитектуре дистанцирао Роберт Вентури који се у својим пројектима трудио да рашчлани једноливену површину зграда и његове се реализације почетком 1960. тих година сматрају основама постмодерне. У архитектури се данас овим појмом означавају сви објекти који имају заједнички циљ отклона од класичне модерне.
Постмодерна се често осврће ка историји али сасвим на други начин као псеудоправци у историзму у 19. веку. Поново се у архитектуру уводи симетрија, ступ, прозор са луком, декорација и сл. И тако настаје постмодерна ретроспективна док постмодерна прогресивна се труди да искориштава савремене форме и сасвим друкчије од класичне модерне.
Постмодерност је била широки покрет. Она се у архитектури нарочито огледала у поновном окретању ка „детаљу, орнаменту и угледању на прошлост“ као одговор на круту једноставност међународног стила у оквиру модернистичког покрета. Неке од главних идеја постмодернизма биле су лако видљиве у архитектури. Претерано функционалистички и упрошћени облици и простори модернизма су замењени много богатијом естетиком: сукоб облика, обликовање ради обликовања, наглашавање боје, ново виђење и угледање на раније стилове у архитектури и богатство простора.

## Најважније архитекте постмодернизма
- Рикардо Бофиљ (Ricardo Bofill)
- Мајкл Грејвс (Michael Graves)
- Филип Џонсон (Philip Johnson)
- Рикардо Легорета (Ricardo Legorreta)
- Чарлс Вилард Мур (Charles Willard Moore)
- Сезар Пели (Cesar Pelli)
- Роберт Штерн (Robert A.M. Stern)
- Џејмс Стирлинг (James Stirling)
- Роберт Вентури (Robert Venturi)
- Питер Ајземан (Peter Eisenman)